# Народный комиссариат тяжёлой промышленности СССР
Народный комиссариат тяжёлой промышленности СССР (Наркомат тяжёлой промышленности, Наркомтяжпром) — один из центральных органов управления Союза ССР, действовавший с января 1932 года до января 1939 года и контролировавший производство тяжёлой промышленности.

## История
Образован 5 января 1932 года на базе Высшего совета народного хозяйства (ВСНХ) Союза ССР.
8 декабря 1936 года из Народного комиссариата тяжёлой промышленности Союза ССР выделен Народный комиссариат оборонной промышленности СССР.
22 августа 1937 года из Народного комиссариата тяжёлой промышленности Союза ССР выделен Народный комиссариат машиностроения СССР.
24 января 1939 года был упразднён; на его базе были образованы Народный комиссариат топливной промышленности СССР, Народный комиссариат чёрной металлургии СССР, Народный комиссариат цветной металлургии СССР, Народный комиссариат электростанций и электропромышленности СССР, Народный комиссариат химической промышленности СССР и Народный комиссариат промышленности строительных материалов СССР.
5 февраля 1939 года Народный комиссариат машиностроения СССР был разделён на
- Народный комиссариат тяжёлого машиностроения СССР,
- Народный комиссариат среднего машиностроения СССР и
- Народный комиссариат общего машиностроения СССР.

## Руководство
| Орджоникидзе, Григорий Константинович | 5 января 1932 года   | 18 февраля 1937 года |
| Межлаук, Валерий Иванович             | 25 февраля 1937 года | 22 августа 1937 года |
| Каганович, Лазарь Моисеевич           | 22 августа 1937 года | 24 января 1939 года  |

## Структура
В состав наркомата входили следующие главные управления:
- авиационной промышленности (ГУАП),
- промышленности вооружений и боеприпасов (ГУВП),
- судостроительной промышленности (Главморпром),
- химической промышленности (Главоргхимпром),
- азотной промышленности (Главазот),
- электротехнической (Главэспром),
- Главтрансмаш,
- Главметиз,
- Главмашпром,
- Главхимпром,
- Главнемет,
- Главсельмаш,
- Главстанкоинстумент,
- Главточмаш,
- Главрезина,
- ГУТАП,
- Главцветметобработка,
- Главалюминий,
- ГУМП,
- Всесоюзное производственное объединение заводов точной индустрии (ВОТИ),
- Всесоюзный аккумуляторный трест,
- Трест специальных сталей[1]
- Управление противовоздушной обороны и военизированных спецчастей НКТП СССР. 1932—1939

- Главное управление высших и средних технических учебных заведений (ГЛАВВТУЗ, Петровский Давид Александрович.)